# Huddunge stormosse
Huddunge stormosse este o arie protejată (arie specială de conservare — SAC, sit de importanță comunitară — SCI) din Suedia întinsă pe o suprafață de 96,1 ha, integral pe uscat.

## Localizare
Centrul sitului Huddunge stormosse este situat la coordonatele 60°01′03″N 16°57′13″E / 60.0175°N 16.9537°E.

## Înființare
Situl Huddunge stormosse a fost declarat sit de importanță comunitară în decembrie 1995 pentru a proteja 1 specie de plante. Situl a fost protejat și ca arie specială de conservare în martie 2011.

## Biodiversitate
Situată în ecoregiunea boreală, aria protejată conține 6 habitate naturale: Izvoare petrifiante cu formare de travertin (Cratoneurion), Mlaștini împădurite, Mlaștini turboase de tranziție și turbării mișcătoare, Mlaștini alcaline, Taiga vestică, Păduri caducifoliate de mlaștină fino-scandinave.
La baza desemnării sitului se află o specie protejată de  plante: Hamatocaulis vernicosus.